# Insulatitan longipes
Insulatitan longipes är en tvåvingeart som först beskrevs av Friedrich Hermann Loew 1869.  Insulatitan longipes ingår i släktet Insulatitan och familjen stilettflugor. Inga underarter finns listade i Catalogue of Life.